# Seconda guerra greco-punica
La seconda guerra greco-punica è una successione di conflitti che ebbe luogo dal 410 al 340 a.C., opponendo Cartagine a Siracusa. Numerose tregue furono firmate durante il periodo e la guerra, a lungo incerta, che terminò con uno status quo.

## Contesto
L'inizio del V secolo a.C. aveva già visto il confronto degli stessi protagonisti durante la prima guerra greco-punica, che si concluse con la sconfitta di Cartagine durante la battaglia di Himera. Questa sconfitta segnò un arresto per Cartagine, che si astenne dall'intervenire in Sicilia fino al 410 a.C.
Nel frattempo, Cartagine conquistò molti territori e rafforzò il suo controllo in Africa (fortificazioni, ecc.). In Sicilia, le città greche dell'alleanza Agrakas-Siracusa furono divise in undici città-stato dopo la morte di Gelone (nel 478 a.C.). Nel corso del secolo, la rivalità tra gli Elimi e Selinunte riprese. Inoltre, si sovrappose alla guerra del Peloponneso tra Atene e Sparta. Gli ateniesi cercarono di aiutare gli Elimi nel 413 a.C. (con la spedizione in Sicilia) ma furono duramente sconfitti.
Nel 411 a.C., Cartagine inviò una forza di salvataggio che era essenziale l'anno successivo. I negoziati tra gli elimi, Selinunte, Cartagine e Siracusa fallirono e i cartaginesi mandarono rinforzi.

## La guerra
Nel 409 a.C., Annibale Magone attacca Selinunte che viene presa d'assalto. Quindi si gira verso Himera che viene catturata e distrutta. Il generale cartaginese tornò quindi trionfalmente a Cartagine. Siracusa e Agrakas si sono astenuti dalle ritorsioni. D'altra parte, un rinnegato generale siracusano ha sollevato un piccolo esercito con il quale ha effettuato varie incursioni nel territorio cartaginese della Sicilia. Fu ucciso in un tentativo di colpo di stato a Siracusa, ma i Cartaginesi decisero di lanciare una campagna contro Siracusa nel 406 a.C.
Durante l'assedio di Agrakas l'esercito è devastato da un'epidemia di peste. Dopo diverse vittorie (cattura di Agrakas, Gela e Camarina) e diverse sconfitte inflitte ai siracusani, i cartaginesi sono costretti ad accettare una tregua.
La tregua fu spezzata da Dionigi, tiranno di Siracusa, che rafforzò il suo potere, nel 398 a.C. prendendo la fortezza di Mozia. Il contrattacco cartaginese è rapido. Riprende Mozia e invade Messina. Dopo una vittoria navale a Catania, le forze di Cartagine assediarono Siracusa. Tuttavia, colpiti di nuovo dalla peste, i Cartaginesi devono revocare l'assedio nel 396.
I siracusani portano quindi la guerra nella Sicilia orientale dal 396 al 393 a.C. Una controffensiva punica fu rinviata nel 393 a Messina. Un primo trattato di pace fu firmato quando i due campi incontrarono difficoltà interne.
La guerra riprese nel 383 a.C. da un attacco a Dionigi. Egli vinse un'importante vittoria nel 378 nella battaglia di Cabala, chiedendo il ritiro dei Cartaginesi dalla Sicilia. Questi risposero due anni dopo distruggendo la flotta di Siracusa a Cronium. Il trattato che seguì obbligò Dioniso a pagare 1 000 talenti e lasciò la Sicilia orientale ai Cartaginesi.
La guerra iniziò di nuovo nel 368 con un nuovo attacco di Siracusa. La morte di Dioniso e la sconfitta della sua flotta permisero di firmare una nuova pace l'anno successivo. Durò ventidue anni. Durante questi anni, Cartagine divenne sempre più coinvolta nella vita politica di Siracusa. Nel 345 a.C., i Cartaginesi furono persino chiamati ad entrare a Siracusa. Alla fine furono respinti. Nel 343 a.C., Timoleone prende il potere a Siracusa e inizia a lanciare incursioni contro i possedimenti cartaginesi in Sicilia. Una spedizione cartaginese fu distrutta nel 341 sul fiume Crimiso prima che i due campi fossero soddisfatti dello status quo nel 340.

## Conseguenze
Timoleone è ora padrone di Siracusa, che rimane la principale potenza greca sull'isola. Da parte loro, i Cartaginesi vedono confermata la loro presenza a ovest del fiume Halcyas.